# Manaure Balcón del Cesar
Manaure Balcón del Cesar, spesso semplicemente Manaure, è un comune della Colombia facente parte del dipartimento di Cesar.
Il centro abitato venne fondato da Buenaventura Maya nel 1874, mentre l'istituzione del comune è del 28 novembre 1980.